# リアライズド・ファンタジーズ
『リアライズド・ファンタジーズ』(Realized Fantasies)は、ノルウェーのバンド、TNTが1992年に発表した5作目のスタジオ・アルバム。

## 背景
アトランティック・レコード移籍第1弾アルバムに当たり、新ドラマーのジョン・マカルーソ（ジョニー・マック）を迎えて制作された。一部の曲の作詞に参加したデル・ジェイムスは、ガンズ・アンド・ローゼズとの共同作業の経験もある作詞家/音楽ライターである。
前作『インテュイション』（1989年）に引き続き、ジョー・リン・ターナーがバッキング・ボーカルでゲスト参加した。

## 反響・評価
ノルウェーのアルバム・チャートでは6週連続でトップ20入りし、最高5位を記録した。アメリカでは商業的成功を収められず、Billboard 200入りを果たせなかった。
スティーヴン・マクドナルドはオールミュージックにおいて5点満点中1.5点を付け「よくできているが情熱に欠ける」と評している。また、伊藤政則は日本盤CDライナーノーツにおいて「北欧的なサウンドの感覚は多少後退しているが、それに代わって幅広い層にアピールするロックの力が浮上してきた」と評している。

## 収録曲
特記なき楽曲はトニー・ハーネルとロニー・ル・テクロの共作。
1. ダウンヒル・レーサー - "Downhill Racer" (Tony Harnell, Ronni Le Tekrø, Morty Black) - 4:48
2. ハード・トゥ・セイ・グッドバイ - "Hard to Say Goodbye" - 5:11
3. マザー・ウォーンド・ミー - "Mother Warned Me" (T. Harnell, R. Le Tekrø, Del James) - 4:44
4. ライオンハート - "Lionheart" (T. Harnell, R. Le Tekrø, D. James) - 4:49
5. レイン - "Rain" - 4:30
6. パープル・マウンテンズ・マジェスティ - "Purple Mountain's Majesty" (T. Harnell, R. Le Tekrø, Dag Stokke) - 6:13
7. ロックン・ロール・アウェイ - "Rock n' Roll Away" (T. Harnell, R. Le Tekrø, D. James) - 5:50
8. イージー・ストリート - "Easy Street" (T. Harnell, R. Le Tekrø, D. James, Borge Pedersen, Bobby Icon) - 4:56
9. オール・ユー・ニード - "All You Need" (T. Harnell, R. Le Tekrø, M. Black) - 4:22
10. インディアン・サマー - "Indian Summer" - 5:00

## 参加ミュージシャン
- トニー・ハーネル - ボーカル
- ロニー・ル・テクロ - ギター、キーボード
- モーティ・ブラック - ベース
- ジョン・マカルーソ（ジョニー・マック） - ドラムス

ゲスト・ミュージシャン
- ジョー・リン・ターナー - バッキング・ボーカル
- ダグ・ストッケ - キーボード
- Rich Tancredi - キーボード
- T.J. Kopetic - キーボード
- ピーター・ウッド - ピアノ(on #8)
- Kyf Brewer - ブルース・ハープ(on #9)